# Anceya terebriformis
Anceya terebriformis là một loài ốc nước ngọt nhiệt đới với một nắp, là động vật chân bụng sống dưới nước động vật thân mềm in the superhọ Cerithioidea. Loài này phân bố ở Cộng hòa Dân chủ Congo và Tanzania.